# MadMan
MadMan, pseudonimo di Pierfrancesco Botrugno (Grottaglie, 25 luglio 1988), è un rapper italiano.

## Biografia

### Primi anni,Escape from Heart
MadMan è entrato nel mondo dell'hip hop partecipando all'edizione del 2006 del Tecniche Perfette (nota competizione di freestyle italiana), in Puglia, vinta poi a Torino da July B.
Nel 2007 ha esordito con il mixtape autoprodotto Riscatto mixtape, realizzato in collaborazione con TempoXso, seguito nello stesso anno da Prequel (inciso insieme a Esse-P) e nel 2008 da R.I.P. Nel 2010 MadMan ha pubblicato l'album di debutto Escape from Heart, uscito gratuitamente attraverso la Honiro Label.

### Collaborazione con Gemitaiz
A partire dal 2011 MadMan ha intrapreso una collaborazione musicale con il rapper Gemitaiz, con il quale ha pubblicato il mixtape Haterproof (2011) e l'EP Detto, fatto. (2012), usciti entrambi attraverso la Harsh Times e Honiro Label.
Il 28 giugno 2013 MadMan ha reso disponibile gratuitamente attraverso il proprio sito il mixtape MM vol. 1 Mixtape, composto da 18 brani. Da esso è stato estratto successivamente come unico singolo Come ti fa Mad, pubblicato dall'etichetta Tanta Roba di Gué Pequeno e DJ Harsh, con i quali MadMan ha firmato un contratto discografico il 25 settembre.
Nel 2014 il rapper è tornato a collaborare con Gemitaiz per la realizzazione dell'album Kepler, uscito il 24 maggio. Anticipato dai videoclip di Non se ne parla e Haterproof 2, il disco ha riscosso un buon successo in Italia, debuttando in vetta alla classifica italiana degli album e venendo certificato disco d'oro dalla Federazione Industria Musicale Italiana per le oltre 25 000 copie vendute nel paese.

### Doppelganger
Il 30 luglio 2015, attraverso la sua pagina Facebook, il rapper ha annunciato il completamento del secondo album in studio Doppelganger, pubblicato l'11 settembre per Tanta Roba con distribuzione Universal Music Group.
Il 27 ottobre 2016 è stato pubblicato per il download gratuito il mixtape MM volume 2 Mixtape, composto da 16 brani e anticipato dal videoclip di Bolla papale.

### Back HomeeMM vol. 3
Il 2 febbraio 2018 MadMan pubblica il suo terzo album in studio Back Home, anticipato dai singoli Trapano e Centro (quest'ultima vanta la collaborazione del cantante Coez). Inoltre collabora con Nitro nella traccia O.K. Corral, dell'album No Comment, e con Enigma nella traccia Che roba è?!, contenuta nell'album Shardana.
Un anno più tardi è stato pubblicato per il download digitale il mixtape MM vol. 3, promosso dai singoli 7/8 Sour e Supernova.

### Scatola nera
Nel 2019 MadMan è tornato a collaborare con Gemitaiz per la realizzazione di una nuova parte di Veleno, concretizzandosi il 7 giugno con la pubblicazione di Veleno VII. Il singolo ha ottenuto un buon successo, debuttando in vetta alla Top Singoli e battendo il record di ascolti giornalieri su Spotify Italia.
Il brano ha svolto anche il ruolo di singolo apripista di un album del duo, intitolato Scatola nera e pubblicato il 20 settembre dello stesso anno.

### MM vol.4
Nel 12 novembre 2021, MadMan pubblica il suo quinto mixtape, MM vol.4. Partecipa al disco anche lo streamer Zano, presente nell'ultima traccia Chillin' Rmx.

### Lonewolf
MadMan ormai non compare piu sulla scena dal singolo Lava Freestyle pubblicato il  2022, dopo aver pubblicato un beat spoiler sul suo account instagram annuncia che il 24 maggio sarebbe uscito dopo esattamente 2 anni un suo nuovo singolo ovvero plenilunio
lo stesso mese il rapper pugliese decide dopo aver pubblicato il suo 7imo mixtape ovvero MM volume 4 pubblica l'annuncio definitivo ovvero che il 31 maggio dello stesso mese sarebbe uscito Lonewolf, con 14 tracce presenti di cui 13 inediti e collaborazioni del calibro di Gemitaiz presente sia come autore in utopia che come produttore in serial killer  altre feat come Thasup anch'esso come produttore e autore In Bruce Wayne
e altri feat come  Jake La Furia presente in soprano Naska presente in gin tonic Rik Rox e Mattaman presenti in GoodVibes  con lo stesso rik rox come produttore 
i produttori presenti in questo album sono Rix Rox, Pherro, PK, Thasup, Gemitaiz, Sine, Adma, 2nd Roof, Danusk  2P e Mixer T

## Discografia
- 2010 – Escape from Heart
- 2014 – Kepler (con Gemitaiz)
- 2015 – Doppelganger
- 2018 – Back Home
- 2019 – Scatola nera (con Gemitaiz)
- 2024 – Lonewolf